# Бэтмен (киносериал)
«Бэтмен» (англ. Batman) — американский чёрно-белый киносериал 1943 года о Бэтмене. Первое появление на экране великого супергероя DC, созданного Бобом Кейном и Биллом Фингером в 1939 году. Киносериал был коммерчески успешен, и через 6 лет вышло продолжение под названием «Бэтмен и Робин». Весь же сериал был повторно показан в кинотеатрах под названием «Вечер с Бэтменом и Робином» и стал очень популярен. Успех киносериала вдохновил знаменитый сериал 1966 года с Адамом Уэстом.

## Сюжет
Бэтмен и его подопечный Робин, тайные правительственные агенты, узнают, что в Готэме орудует японская преступная банда. Подруга Брюса Линда Пэйдж просит помочь найти своего дядю Мартина Уоррена, похищенного бандой после освобождения из тюрьмы.
Доктор Тито Дака, главарь банды, планирует хищение городских запасов радия, чтобы усовершенствовать своё изобретение — лучевую пушку, которая может растворить всё, что угодно. Дака посылает своего американского подручного вместе с зомби, которым он управляет через микрофон, вставленный в электронный мозг, похитить драгоценный металл. Бэтмен раскрывает их план и в итоге побеждает шайку после жестокой битвы.
В своей подземной Бэт-пещере, супергерой допрашивает одного из подручных Даки, который рассказывает, что радий должны были доставить в Дом Открытой Двери, расположенный в едва ли не пустынном районе «Маленького Токио» Готэма. Бэтмен и Робин проникают в убежище шайки, а также в лабораторию Даки, спрятанную внутри всё ещё открытой фирмы, аттракциона «Весёлый Дом». Там они видят Линду связанную, с кляпом во рту и без сознания. После того, как её спасет Динамичный Дуэт, Дака превращает её дядю Уоррена в зомби и планирует крушение транспорта снабжения. И вновь злобные попытки Доктора Даки остановлены Бэтменом и Робином.
Ловушки и контр-ловушки следуют с невероятной скоростью. После попытки доктора Даки похитить планы победы Америки, Бэтмен одерживает победу, наблюдая за уничтожением Даки и поимкой бандой его злобной шайки.

## В ролях
- Льюис Уилсон — Бэтмен
- Дуглас Крофт — Робин
- Дж. Кэррол Нэш — доктор Тито Дака / принц Дака
- Ширли Паттерсон — Линда Пэйдж
- Уильям Остин — Альфред Пенниуорт
- Роберт Фиске — Фостер

В титрах не указаны
- Чарльз Миддлтон — Кен Колтон (в 6—8 сериях)
- Лестер Дорр — агент в самолёте (в 10-й серии)

## Главы
1. Электрический мозг
2. Бэт-пещера
3. Метка зомби
4. Рабы Восходящего Солнца
5. Живой труп
6. Опасность отравы
7. Поддельный доктор
8. Соблазнённый радием
9. Знак Сфинкса
10. Летающие шпионы
11. Японская ловушка
12. Зло ещё не погасло
13. Восемь ступеней вниз
14. Нападение палача
15. Гибель Восходящего Солнца

## Создание
Сериал был снят в разгар Второй Мировой войны и, подобно другим американским художественным произведениями для широкой аудитории того времени, содержит анти-японские настроения, этнофолизмы и расистские замечания (например, в сцене, где один из приспешников Даки оборачивается против него со словами «Это тот ответ, который подходит цвету твоей кожи».
Как и многие другие киносериалы, «Бэтмен» часто страдал из-за небольшого бюджета. Конструировать Бэтмобиль создатели даже не пытались, поэтому был использован чёрный Кадиллак, однако им управлял не Бэтмен, а Альфред.
В то время, как большинство кинеосериалов порой изменяли исходный материал практически до неузнаваемости, в «Бэтмене» изменения были незначительны. Здесь пояса, исполнявшие разнообразные функции, были частью костюмов, но никогда не применялись, злодей не был взят из комикса, а Бэтмен был тайным правительственным агентом, а не независимым борцом с преступностью. Последнее изменение было сделано, поскольку тогдашние цензоры не позволили бы герою брать закон в свои руки.
В пресс-коммюнике «Бэтмен» был объявлен как «Супер Сериал», и был самым крупным сериалом студии Columbia, продвигавшей его рекламную кампанию не меньше, чем кампании полнометражных фильмов.

## Цензура
Сериал был выпущен на домашнем видео в конце 1980-х годов и был заметно отредактирован, в частности, был удалён расистский контент. По словам Дэна Скапперотти из журнала Cinefantastique, изменения произошли из-за того, что студию Columbia Pictures купила японская корпорация Sony.
Уилл Брукер в своей книге «Batman Unmasked: Analyzing a Cultural Icon» указывает, что, несмотря на, безусловно, расистское изображение японских персонажей, сам Бэтмен мало контактирует с ними напрямую. Однако в финальном эпизоде, когда Бэтмен действительно встретился с Дакой, его первая реакция — этническое оскорбление («Oh, a Jap!», по-русски «О, япошка!»; оскорбительное слово «jap» после этой реплики повторялось несколько раз). Брукер считает, что эти элементы, скорее всего, не призваны отображать нетерпимость создателей, а, скорее, приблизиться к позиции зрителей того времени.